# Zgornje Danje
Zgornje Danje este o localitate din comuna Železniki, Slovenia.